# Calvin Davis
Pour les articles homonymes, voir Davis.
Calvin Davis, né le 2 avril 1972 à Eutaw en Alabama et mort le 1er mai 2023 à Springdale en Arkansas, est un athlète américain spécialiste du 400 mètres haies.

## Carrière sportive
Étudiant, Calvin Davis participe à diverses compétitions d'athlétisme sous les couleurs de l'Arkansas Razorbacks, club omnisports de l'Université de l'Arkansas. Il s'adjuge en 1994 le titre NCAA du 400 m en salle. 
Il remporte en 1995 son premier titre international en s'imposant en finale du relais 4 × 400 m des Championnats du monde en salle de Barcelone aux côtés de ses coéquipiers américains Rod Tolbert, Tod Long et Frankie Atwater. L'équipe américaine devance, avec le temps de 3 min 07 s 37, les relais italien et japonais. 
Sélectionné dans l'équipe américaine lors des Jeux olympiques d'été de 1996 d'Atlanta, Calvin Davis décroche la médaille de bronze du 400 m haies, derrière son compatriote Derrick Adkins et le Zambien Samuel Matete, après avoir réalisé en demi-finales la meilleure performance de sa carrière en 47 s 91.

## Palmarès

### Jeux olympiques
- Jeux olympiques d'été de 1996 à Atlanta :
  -  Médaille de bronze du 400 m haies

### Championnats du monde en salle
- Championnats du monde en salle 1995 à Barcelone :
  -  Médaille d'or du relais 4 × 400 m